# Louis Juchault de Lamoricière
Christophe-Léon-Louis Juchault de Lamoricière oder La Moricière (* 5. September 1806 in Saint-Philbert-de-Grand-Lieu bei Nantes; † 11. September 1865 in Prouzel bei Amiens) war ein französischer General und Staatsmann. Er hatte bedeutenden Anteil an der Eroberung Algeriens und war 1848 für einige Monate Kriegsminister der zweiten Republik.

## Leben

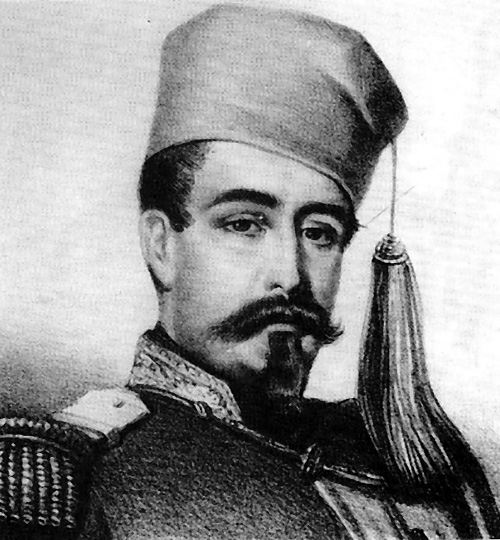
Louis de Lamoricière

Nachdem er seit 1826 die Ecole du Génie in Metz besucht hatte, trat er 1828 in die Pioniertruppe ein. 1830 wurde er als Hauptmann der Zuaven nach Algerien geschickt und stieg dort in den folgenden Jahren stetig auf. 1837 wurde er Oberst, 1840 General und Gouverneur der Provinz Oran und 1843 Generalleutnant. Er war einer der besten Generale Bugeauds, zeichnete sich am 14. August 1844 bei Isly aus und vertrat 1845 den abwesenden Bugeaud als Generalgouverneur. 1847 nahm er schließlich die Kapitulation Abd el-Kaders entgegen.
Alexis de Tocqueville, überzeugter Kolonialist und in seiner parlamentarischen Laufbahn ein Algerien-Experte geworden, hält 1841 in seiner Arbeit „Gedanken über Algerien“ Lamoricière für den bedeutendsten Offizier bei der Eroberung Algeriens:

„Dieser Mann hat sehr große Schwächen und sogar sehr große Fehler, die meines Erachtens in einem hemmungs- und maßlosen Ehrgeiz, extremer Geringschätzung für Menschenleben und einer unerbittlichen und unnahbaren Persönlichkeit bestehen. Aber er kennt das Land vortrefflich, hat einen eisernen Willen und eine unverwüstliche Energie. Seine Vorstellungen sind zwar bizarr und unvollkommen, aber in gewisser Hinsicht sehr weitgreifend. Er liebt Afrika, betrachtet es als sein Land und identifiziert sich mit ihm. […] Ich denke, dass man es mit Lamoricière an der Spitze versuchen muss. Doch ist er ein Mensch, den man gleichwohl jetzt wie künftig überwachen muss.“

Deutlich wird in dieser ambivalenten Charakteristik, dass Tocqueville Lamoricière nur in Algerien handeln sehen möchte, wohingegen er nicht nur in Bezug auf ihn, sondern auf alle dort tätigen Offiziere sagt, dass Gott die Franzosen davor bewahren möge, „jemals erleben zu müssen, dass Frankreich von einem Offizier der Afrika-Armee gelenkt wird!“ Was 1846 die Situation in Algerien angeht, so schrieb Tocqueville am 5. April 1846 an Lamoricière:

„Von dem Augenblick an, in dem wir die große Gewalttat der Eroberung begangen haben, dürfen wir, glaube ich, nicht zurückschrecken vor den Gewalttaten im Detail, die absolut notwendig sind, um die Eroberung zu konsolidieren.“

Nach seiner Rückkehr nach Frankreich spielte Lamoricière als Militär und Deputierter (seit 1846) in der Februarrevolution 1848 eine wichtige Rolle. Als Oberbefehlshaber der Nationalgarde kommandierte er den Angriff gegen die Barrikaden. Der Regierung Cavaignac diente er vom 28. Juni bis zum 20. Dezember als Kriegsminister. Von 1850 bis 1851 war er auf diplomatischer Mission in Russland.
Lamoricière war einer der bedeutendsten Gegner des Prinzpräsidenten Louis-Napoléon (später Napoléon III.) und wurde daher bei dessen Staatsstreich am 2. Dezember 1852 verhaftet und exiliert. 1857 erhielt er die Erlaubnis zur Rückkehr nach Frankreich, verweigerte aber dem Kaiser den Treueid und übernahm stattdessen 1860 das Kommando über die päpstlichen Truppen gegen Piemont. Am 18. September 1860 wurde er in der Schlacht von Castelfidardo von der piemontesischen Armee geschlagen.
Seine letzten Jahre verbrachte er in völliger Zurückgezogenheit in Frankreich und starb 1865. 1909 wurde ihm in Constantine ein Standbild errichtet, das seit 1969 in seinem Geburtsort Saint-Philbert-de-Grand-Lieu steht. Sein Grabmal befindet sich in der Kathedrale von Nantes.